# Carlos Concha Subercaseaux
Carlos Santiago Concha Subercaseaux (Santiago, 17 de septiembre de 1863-Viña del Mar, 11 de marzo de 1917) fue un abogado y político conservador chileno.

## Biografía

### Primeros años de vida
Hijo de Melchor de Santiago Concha y Toro y Emiliana Subercaseaux Vicuña; fue hermano de Juan Enrique Concha Subercaseaux y Emiliana Concha de Ossa. Estudió en la Universidad de Chile, Facultad de Derecho. Juró como abogado el 13 de abril de 1885. Contrajo matrimonio con Mercedes Hurtado Lecaros (1887), teniendo 4 hijos: Melchor, Carlos, Carmen y Sofía.
En 1915 solicitó la rehabilitación de los títulos nobiliarios de marqués de Casa Concha y marqués de Rocafuerte, pero falleció dos años después. Ambos títulos serían rehabilitados posteriormente por su sobrina, Olivia de Santiago Concha.

### Actividades políticas

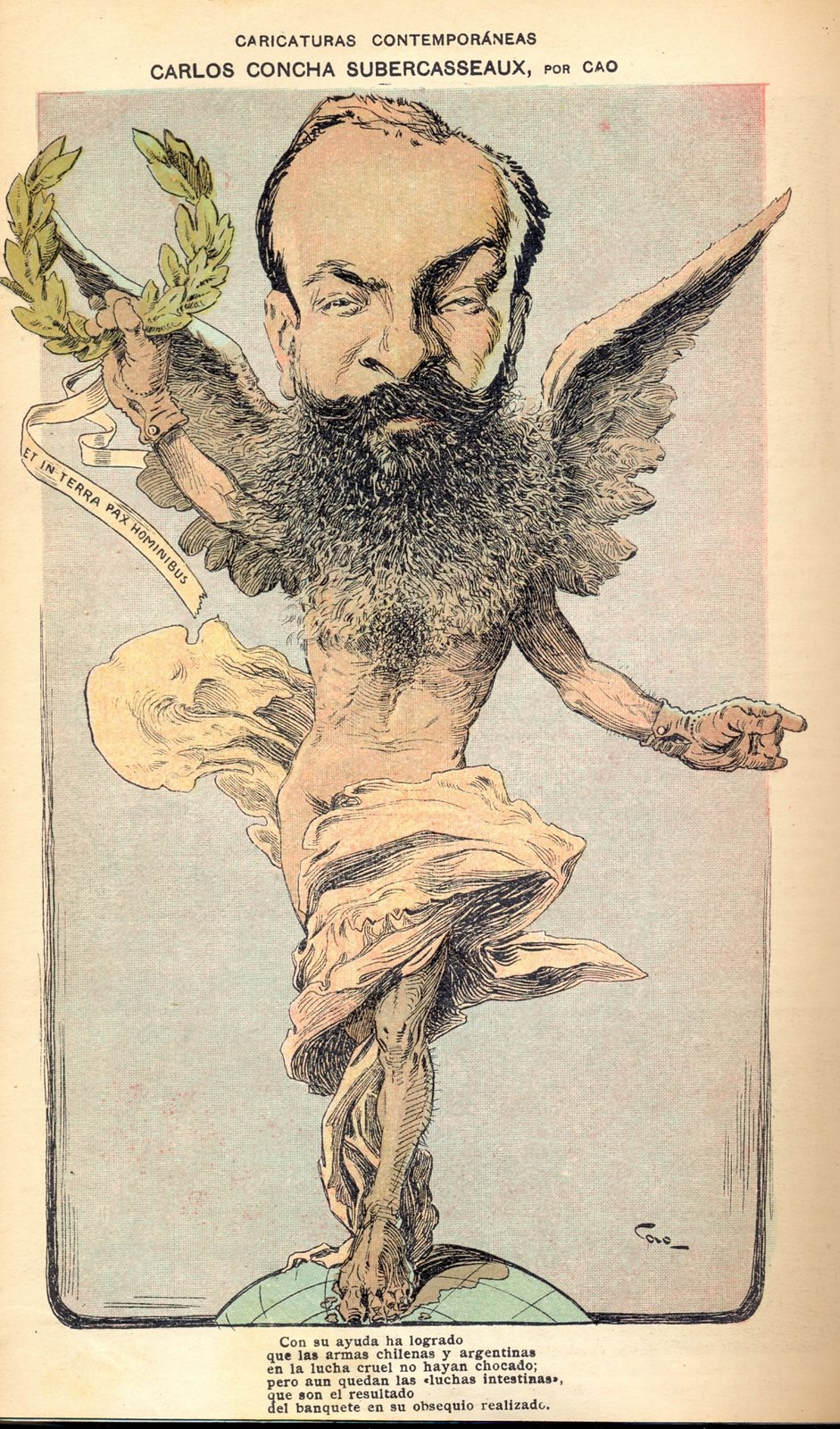
Carlos Concha Subercaseaux por Cao (1902).

Integró el Partido Conservador y fue elegido Alcalde de Santiago (1888-1891), previo a la promulgación de la Ley de Comuna Autónoma.
Elegido Diputado por San Felipe, Los Andes y Putaendo (1891-1894), integrando la comisión permanente de Constitución, Legislación y Justicia.
Ministro de Guerra y Marina (1898-1899).
Elegido Diputado por Santiago (1894-1897 y 1897-1900). En ambos períodos legislativos fue parte de la Comisión de Relaciones Exteriores.
Embajador de Chile en Argentina (1900-1903), representó además a Chile en el Congreso Panamericano, celebrado en México. Fue enviado al acto de coronación del Rey de España, Alfonso XIII, representó a Chile en La Haya y en el centenario de la Constitución Española de Cádiz.
Participó de la firma del Pacto de Mayo, con Argentina, donde se resolvió el problema del Estrecho de Magallanes (1902).
Nuevamente Diputado por Santiago (1903-1906). En este período ocupó la Presidencia de la Cámara de Diputados (1905). Integró además la comisión permanente de Relaciones Exteriores.